# Fuentealbilla
Fuentealbilla ist eine Gemeinde in der Provinz Albacete in der autonomen Region Kastilien-La Mancha in Spanien. Fuentealbilla hat 1.799 Einwohner (Stand: 2024) bei einer Fläche von 108,29 km². Der nächste bekannte Ort ist Albacete, etwa 44 km entfernt.

## Persönlichkeiten
- Andrés Iniesta, ehemaliger Fußballspieler, wurde hier 1984 geboren.[2]